# 狭叶葡萄
狭叶葡萄（学名：Vitis tsoii）是葡萄科葡萄属的植物。分布于中国大陆的福建、广东、广西等地，生长于海拔300米至700米的地区，一般生于山坡林中或灌丛中，目前尚未由人工引种栽培。